# نيك روبنسون
نيك روبنسون (بالإنجليزية: Nick Robinson)‏ هو صحفي بريطاني، ولد في 5 أكتوبر 1963 في ماكليسفيلد في المملكة المتحدة.

## وصلات خارجية
- نيك روبنسون على موقع IMDb (الإنجليزية)
- نيك روبنسون على موقع ميوزك برينز (الإنجليزية)
- نيك روبنسون على موقع قاعدة بيانات الفيلم (الإنجليزية)
- نيك روبنسون على موقع كينوبويسك (الروسية)